# Alpha, New Jersey
Alpha är en ort i Warren County i delstaten New Jersey, USA.